# Hapalopus tripepii
Hapalopus tripepii är en spindelart som först beskrevs av Dresco 1984.  Hapalopus tripepii ingår i släktet Hapalopus och familjen fågelspindlar. Inga underarter finns listade i Catalogue of Life.